# Ordre de bataille unioniste d'Opequon
L'ordre de bataille unioniste d'Opequon présente les unités et commandant de l'armée de l'Union qui ont combattu lors de la bataille d'Opequon au cours de la guerre de Sécession. L'ordre de bataille confédéré est indiqué séparément.

## Abréviations utilisées

### Grade militaire
- Major général
- Brigadier général
- Colonel
- Lieutenant colonel
- Commandant
- Capitaine
- Premier lieutenant

### Autre
- (b) = blessé
- mb = mortellement blessé
- † = tué
- (PDG) = capturé

## Armée de la Shenandoah
Major général Philip Sheridan, commandant

### VIecorps
Major général Horatio Wright
| Division | Brigade | Régiments et autres |
| --- | --- | --- |
| Première division Brigadier général David Allen Russell (†) Brigadier général Emory Upton (b) Colonel Oliver Edwards | Première brigade (Première brigade du New Jersey) Lieutenant colonel Edward L. Campbell                                                  | - 4th New Jersey : Capitaine Baldwin Hufty - 10th New Jersey : Commandant Lambert Boeman - 15th New Jersey : Capitaine William T. Cornish |
| Première division Brigadier général David Allen Russell (†) Brigadier général Emory Upton (b) Colonel Oliver Edwards | Deuxième brigade Brigadier général Emory Upton Colonel Joseph Eldridge Hamblin                                                           | - 2nd Connecticut Heavy Artillery : Colonel Ranald S. Mackenzie - 65th New York : Colonel Joseph E. Hamblin, Capitaine Henry C. Fisk - 121st New York : Capitaine John D. P. Douw |
| Première division Brigadier général David Allen Russell (†) Brigadier général Emory Upton (b) Colonel Oliver Edwards | Troisième brigade Colonel Oliver Edwards Colonel Isaac C. Bassett                                                                        | - 37th Massachusetts : Lieutenant colonel George L. Montague - 49th Pennsylvania : Lieutenant colonel Baynton J. Hickman - 82nd Pennsylvania : Colonel Isaac C. Bassett - 119th Pennsylvania : Lieutenant colonel Gideon Clark - 2nd Rhode Island (bataillon) : Capitaine Elisha Hunt Rhodes - 5th Wisconsin (bataillon) : Commandant Charles W. Kempf |
| Deuxième division Brigadier général George W. Getty                                                                  | Première brigade Brigadier général Frank Wheaton                                                                                         | - 62nd New York : Lieutenant colonel Theodore B. Hamilton - 93rd Pennsylvania : Lieutenant colonel John S. Long - 98th Pennsylvania : Lieutenant colonel John B. Kohler - 102nd Pennsylvania : Commandant James H. Coleman - 139th Pennsylvania : Commandant Robert Munroe |
| Deuxième division Brigadier général George W. Getty                                                                  | Deuxième brigade (Première brigade du Vermont) Colonel James M. Warner Lieutenant colonel Amasa S. Tracy (partie supervisée de la ligne) | - 2nd Vermont : Commandant Enoch E. Johnson - 3rd Vermont : Commandant Horace W. Floyd - 4th Vermont : Commandant Horace W. Floyd - 6th Vermont : Capitaine Addison Brown, Jr. (b), Capitaine Martin W. Davis - 11th Vermont Heavy Artillery : Commandant Aldace F. Walker |
| Deuxième division Brigadier général George W. Getty                                                                  | Troisième brigade Brigadier général Daniel D. Bidwell                                                                                    | - 1st Maine Veterans : Commandant Stephen C. Fletcher - 43rd New York : Commandant Charles A. Milliken - 49th New York (bataillon) : Lieutenant colonel Erastus D. Holt - 77th New York : Lieutenant colonel Winsor B. French - 122nd New York : Commandant Jabez M. Brower - 61st Pennsylvania (bataillon) : Capitaine Charles S. Greene (b), Capitaine David J. Taylor |
| Troisième division Brigadier général James Ricketts                                                                  | Première brigade Colonel William Emerson                                                                                                 | - 14th New Jersey : Commandant Peter Vredenburgh (†), Capitaine Jacob J. Janeway - 106th New York : Capitaine Peter Robinson - 151st New York : Lieutenant colonel Thomas M. Fay - 87th Pennsylvania : Colonel John W. Schall - 10th Vermont : Commandant Edwin Dillingham (†). Capitaine Lucius T. Hunt |
| Troisième division Brigadier général James Ricketts                                                                  | Deuxième brigade Colonel J. Warren Keifer                                                                                                | - 6th Maryland : Colonel John W. Horn (b), Capitaine Clifton K. Printiss - 9th New York Heavy Artillery : Commandant Charles Burgess - 110th Ohio : Lieutenant colonel Otho H. Binkley - 122nd Ohio : Colonel William H. Ball - 126th Ohio : Lieutenant colonel Aaron W. Ebright (†), Capitaine George W. Hoge - 67th Pennsylvania: Premier lieutenant John F. Young - 138th Pennsylvania : Colonel Matthew R. McClennan (b), Commandant Lewis A. May                                           |
| Artillerie | Brigade d'artillerie Colonel Charles H. Tompkins                                                                                         | - 5th Maine Light Artillery : Capitaine Greenleaf T. Stevens - 1st Massachusetts Light Artillery, Battery A : Capitaine William H. McCartney - 1st New York Light Artillery, Battery : Premier lieutenant William H. Johnson (†), Premier lieutenant Orsamus R. Van Etten - 1st Rhode Island Light Artillery, Battery C : Premier lieutenant Jacob H. Lamb - 1st Rhode Island Light Artillery, Battery G : Capitaine George W. Adams - 5th U.S. Artillery, Battery M : Capitaine James McKnight |

### Armée de Virginie-Occidentale
Brigadier général George Crook
| Division                                                                                          | Brigade                                                                              | Régiments et autres |
| ------------------------------------------------------------------------------------------------- | ------------------------------------------------------------------------------------ | --- |
| Première division Colonel Joseph Thoburn                                                          | Première brigade Colonel George D. Wells                                             | - 34th Massachusetts : Commandant Harrison W. Pratt - 5th New York Heavy Artillery, 2nd Battalion : Major Caspar Urban - 116th Ohio : Lieutenant colonel Thomas F. Wildes - 123rd Ohio : Capitaine John W. Chamberlain                                                                                        |
| Première division Colonel Joseph Thoburn                                                          | Troisième brigade Colonel Thomas M. Harris                                           | - 23rd Illinois (bataillon) : Capitaine Samuel A. Simison - 54th Pennsylvania : Lieutenant colonel John P. Linton (b), Commandant Enoch D. Yutzy - 10th West Virginia : Commandant Henry H. Withers - 11th West Virginia : Lieutenant colonel Van H. Bukey - 15th West Virginia : Commandant John W. Holliday |
| Deuxième division (Division de la Kanawha) Colonel Isaac H. Duval (b) Colonel Rutherford B. Hayes | Première brigade Colonel Rutherford B. Hayes Colonel Hiram F. Devol                  | - 23rd Ohio : Lieutenant colonel James M. Comly - 36th Ohio : Colonel Hiram F. Devol, Lieutenant colonel William H. G. Adrey - 5th West Virginia (bataillon) : Lieutenant colonel William H. Enochs - 13th West Virginia : Colonel William K. Brown                                                           |
| Deuxième division (Division de la Kanawha) Colonel Isaac H. Duval (b) Colonel Rutherford B. Hayes | Deuxième brigade Colonel Daniel D. Johnson (b) Lieutenant colonel Benjamin F. Coates | - 34th Ohio (batailon) : Lieutenant colonel Luther Furney - 91st Ohio : Lieutenant colonel Benjamin F. Coates, Commandant Lemuel Z. Cadet - 9th West Virginia : Commandant Benjamin F. Skinner - 14th West Virginia : Lieutenant colonel George W. Taggart                                                    |
| Artillerie                                                                                        | Brigade d'artillerie Capitaine Henry A. du Pont                                      | - 1st Ohio Light Artillery, batterie L : Capitaine Frank C. Gibbs - 1st Pennsylvania Light Artillery, batterie D : Premier lieutenant William Munk - 5th U.S. Artillery, Batterie B : Capitaine Henry A. du Pont                                                                                              |

### XIXe corps
Brigadier général William H. Emory
| Division                                           | Brigade                                                                     | Régiments et autres |
| -------------------------------------------------- | --------------------------------------------------------------------------- | --- |
| Première division Brigadier général William Dwight | Première brigade Colonel George L. Beal                                     | - 29th Maine : Commandant William Knowlton, Capitaine Alfred L. turner - 30th Massachusetts : Capitaine Samuel D. Shipley - 114th New York : Colonel Samuel R. Per Lee (b), Commandant Oscar H. Curtis - 116th New York : Colonel George M. Love - 153rd New York : Colonel Edwin P. Davis                                                                       |
| Première division Brigadier général William Dwight | Deuxième brigade Brigadier général James W. McMillan                        | - 12th Connecticut : Lieutenant colonel Frank H. Peck (mw), Capitaine Sidney E. Clark - 160th New York : Lieutenant colonel John B. Van Petten - 47th Pennsylvania : Colonel Tilghman H. Good - 8th Vermont : Colonel Stephen Thomas |
| Première division Brigadier général William Dwight | Division d'artillerie                                                       | - New York Light Artillery, 5th Batterie : Premier lieutenant John V. Grant |
| Deuxième division Brigadier général Cuvier Grover  | Première brigade Brigadier général Henry W. Birge                           | - 9th Connecticut : Colonel Thomas W. Cahill - 12th Maine : Lieutenant colonel Edwin Ilsley - 14th Maine : Colonel Thomas W. Parker - 26th Massachusetts : Colonel Alphon B. Farr - 14th New Hampshire : Colonel Alexander Gardiner (†) ; Capitaine Flavel L. Tolman - 75th New York : Lieutenant colonel Willoughby Babcock (†), Commandant Benjamin F. Thurber |
| Deuxième division Brigadier général Cuvier Grover  | Deuxième brigade Colonel Edward L. Molineux                                 | - 13th Connecticut : Colonel Charles D. Blinn - 3rd Massachusetts Cavalry (démonté) : Lieutenant colonel Lorenzo D. Sargent - 11th Indiana : Colonel Daniel Macauley - 22nd Iowa : Colonel Harvey Graham - 131st New York : Colonel Nicholas W. Day - 159th New York : Lieutenant colonel William Waltermire                                                     |
| Deuxième division Brigadier général Cuvier Grover  | Troisième brigade Colonel Jacob Sharpe (b) Lieutenant colonel Alfred Neafie | - 38th Massachusetts : Lieutenant colonel James P. Richardson (b), Commandant Charles F. Allen - 128th New York : Capitaine Charles R. Anderson - 156th New York : Lieutenant colonel Alfred Neafie, Capitaine James J. Hoyt - 175th New York (3 compagnies) : Capitaine Charles McCarthy - 176th New York : Commandant Charles Lewis                            |
| Deuxième division Brigadier général Cuvier Grover  | Quatrième brigade Colonel David Shunk                                       | - 8th Indiana : Lieutenant colonel Alexander J. Kenny - 18th Indiana : Lieutenant colonel William S. Charles - 24th Iowa : Lieutenant colonel John Q. Wilds - 28th Iowa : Lieutenant colonel Bartholomew W. Wilson |
| Deuxième division Brigadier général Cuvier Grover  | Artillerie de division                                                      | - Maine Light Artillery, première batterie: Capitaine Albert W. Bradbury |
| Artillerie                                         | Réserve Capitaine Elijah D. Taft                                            | - 1st Rhode Island Light Artillery, batterie D : Premier lieutenant Frederick Chase - Indiana Light Artillery, dix-septième batterie : Capitaine Milton L. Milner |

### Corps de cavalerie
Brigadier général Alfred T. A. Torbert
| Division                                               | Brigade                                                                                        | Régiments et autres |
| ------------------------------------------------------ | ---------------------------------------------------------------------------------------------- | --- |
| Première division Brigadier général Wesley Merritt     | Première brigade Brigadier général George Armstrong Custer                                     | - 1st Michigan Cavalry : Colonel Peter Stagg - 5th Michigan Cavalry : Commandant Smith H. Hastings - 6th Michigan Cavalry : Colonel James H. Kidd - 7th Michigan Cavalry : Commandant Melvin Brewer - 25th New York Cavalry : Commandant Charles J. Seymour |
| Première division Brigadier général Wesley Merritt     | Deuxième brigade Brigadier général Thomas C. Devin                                             | - 4th New York Cavalry : Commandant August Haurand (b), Commandant Edward Schwartz - 6th New York Cavalry : Commandant William E. Beardsley - 9th New York Cavalry : Lieutenant colonel George S. Nichols - 19th New York Cavalry (1st Dragoons) : Colonel Alfred Gibbs - 17th Pennsylvania Cavalry : Commandant Coe Durland                                                                                              |
| Première division Brigadier général Wesley Merritt     | Brigade de réserve Colonel Charles Russell Lowell                                              | - 2nd Massachusetts Cavalry : Colonel Caspar Crowninshield - 6th Pennsylvania Cavalry : Commandant Charles L. Leiper - 1st U.S. Cavalry : Capitaine Eugene M. Baker - 2nd U.S. Cavalry : Capitaine Theophilus F. Rodenbough (b), Capitaine Robert S. Smith - 5th U.S. Cavalry : Premier lieutenant Gustavus Urban |
| Deuxième division Brigadier général William W. Averell | Première brigade Colonel James M. Schoonmaker                                                  | - 22nd Pennsylvania Cavalry : Lieutenant colonel Andrew J. Greenfield - 8th Ohio Cavalry : Colonel Alpheus S. Moore - 14th Pennsylvania Cavalry : Capitaine Ashbell F. Duncan, Capitaine William W. Miles |
| Deuxième division Brigadier général William W. Averell | Deuxième brigade Colonel William H. Powell                                                     | - 1st New York Cavalry : Commandant Timothy Quinn - 1st West Virginia Cavalry : Commandant Harvey Farabee - 2nd West Virginia Cavalry : Lieutenant colonel John J. Hoffman - 3rd West Virginia Cavalry : Commandant John S. Witcher |
| Deuxième division Brigadier général William W. Averell | Artillerie de division                                                                         | - 5th U.S. Artillery, Batterie L : Premier lieutenant Gulian V. Weir |
| Troisième division Brigadier général James H. Wilson   | Première brigade Brigadier général John B. McIntosh (b) Lieutenant colonel George A. Purington | - 1st Connecticut Cavalry : Commandant George O. Marcy - 3rd New Jersey Cavalry : Commandant William P. Robeson, Jr. - 2nd New York Cavalry : Capitaine Walter C. Hull - 5th New York Cavalry : Commandant Abram H. Krom - 2nd Ohio Cavalry : Lieutenant colonel George A. Purington, Commandant A. Bayard Nettleton - 18th Pennsylvania Cavalry : Lieutenant colonel William P. Brinton (b), Commandant John W. Phillips |
| Troisième division Brigadier général James H. Wilson   | Deuxième brigade Brigadier général George H. Chapman                                           | - 3rd Indiana Cavalry (2 compagnies) : Premier lieutenant Benjamin F. Gilbert - 1st New Hampshire Cavalry (bataillon) : Colonel John L. Thompson - 8th New York Cavalry : Lieutenant colonel William H. Benjamin - 22nd New York Cavalry : Commandant Caleb Moore - 1st Vermont Cavalry : Colonel William Wells |
| Artillerie montée                                      | Artillerie montée Capitaine La Rhett L. Livingston                                             | - 1st United States, batteries K et L : Premier lieutenant Franck E. Taylor - 2nd United States, Batteries B and L : Capitaine Charles H. Pierce - 2nd United States, batterie D : Premier lieutenant Edward B. Williston |

## lien externe
- Organization of the Union Forces, commanded by Maj. Gen. Philip H. Sheridan, U.S. Army, at the battle of Winchester (or the Opequon), Va., September 19. The War of the Rebellion: A Compilation of the Official Records of the Union and Confederate Armies. United States War Department.  Volume XLIII, Chapter LV, pp. 107–112.  (1893)